# Iboh Tunong
Iboh Tunong is een bestuurslaag in het regentschap Aceh Besar van de provincie Atjeh, Indonesië. Iboh Tunong telt 329 inwoners (volkstelling 2010).